# Trojeść

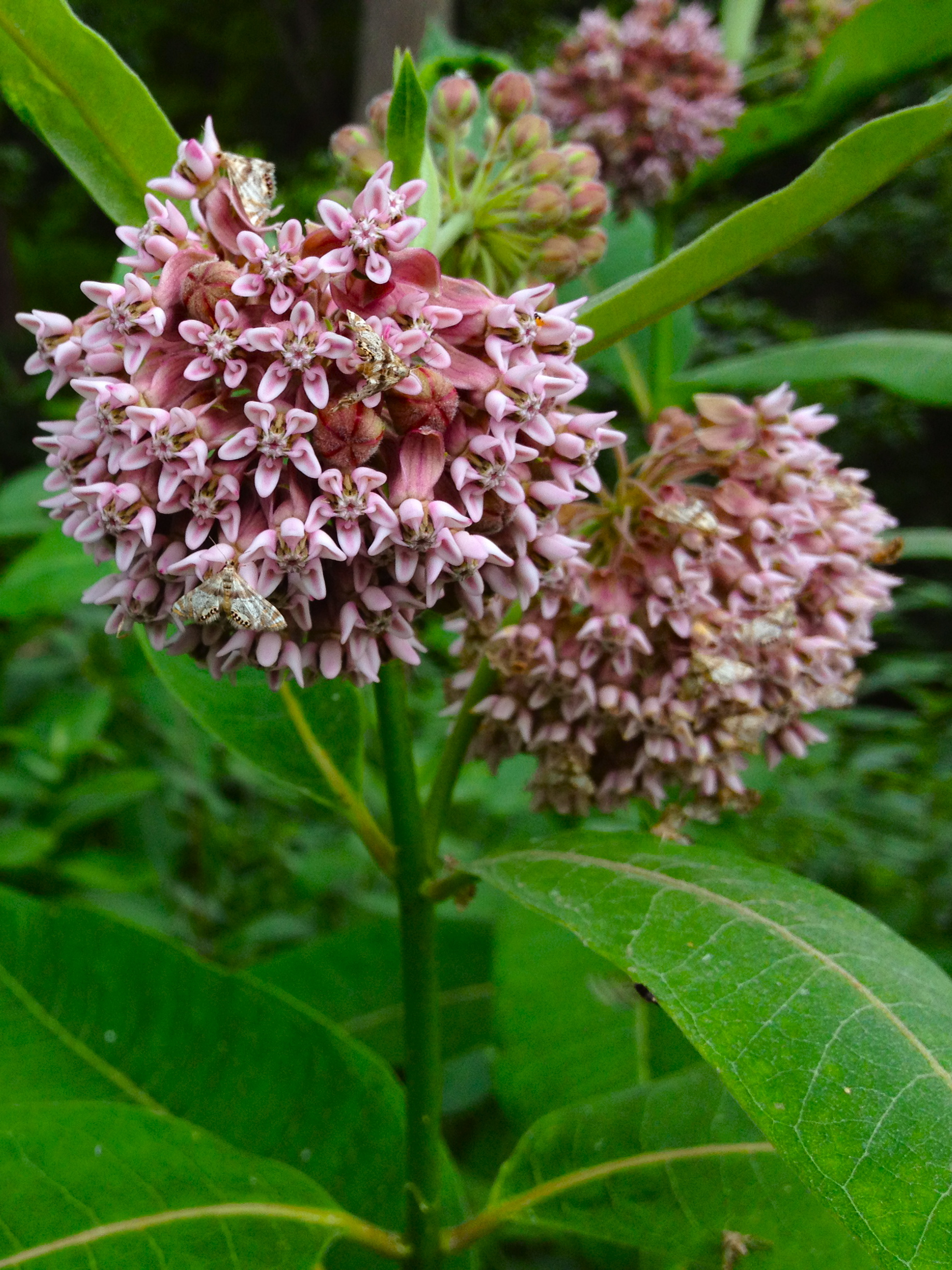
Trojeść amerykańska

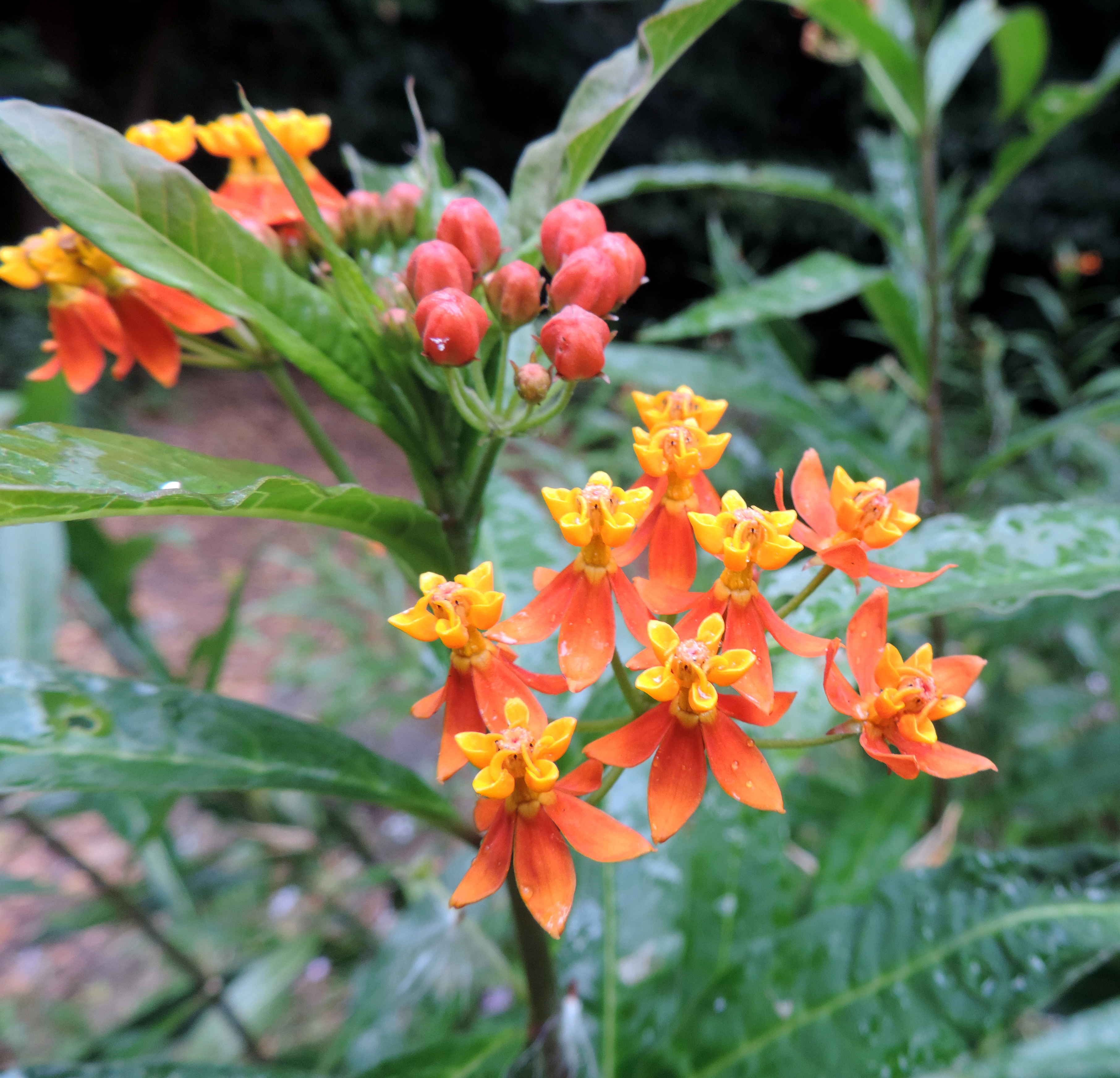
Asclepias curassavica

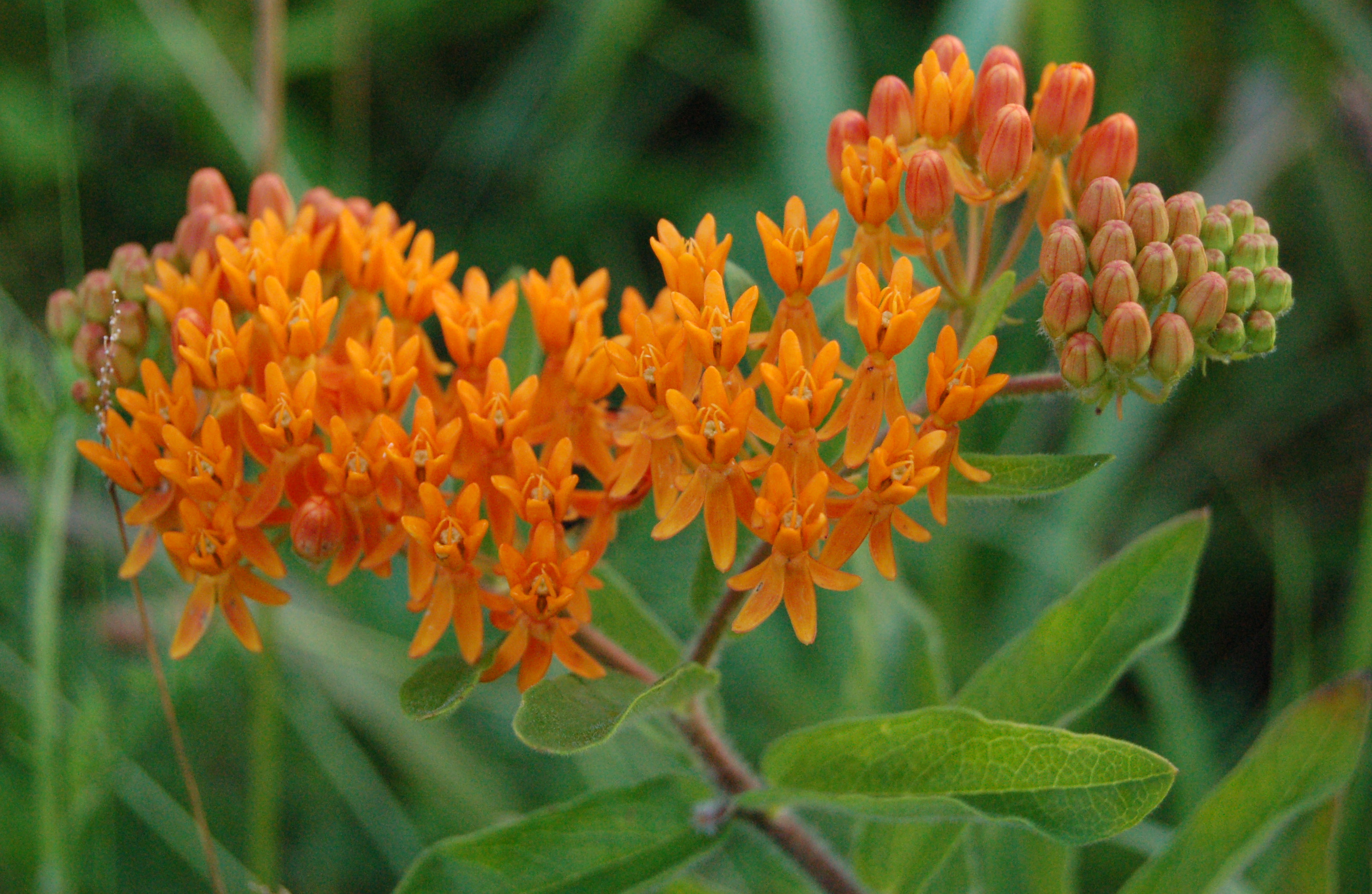
Asclepias tuberosa

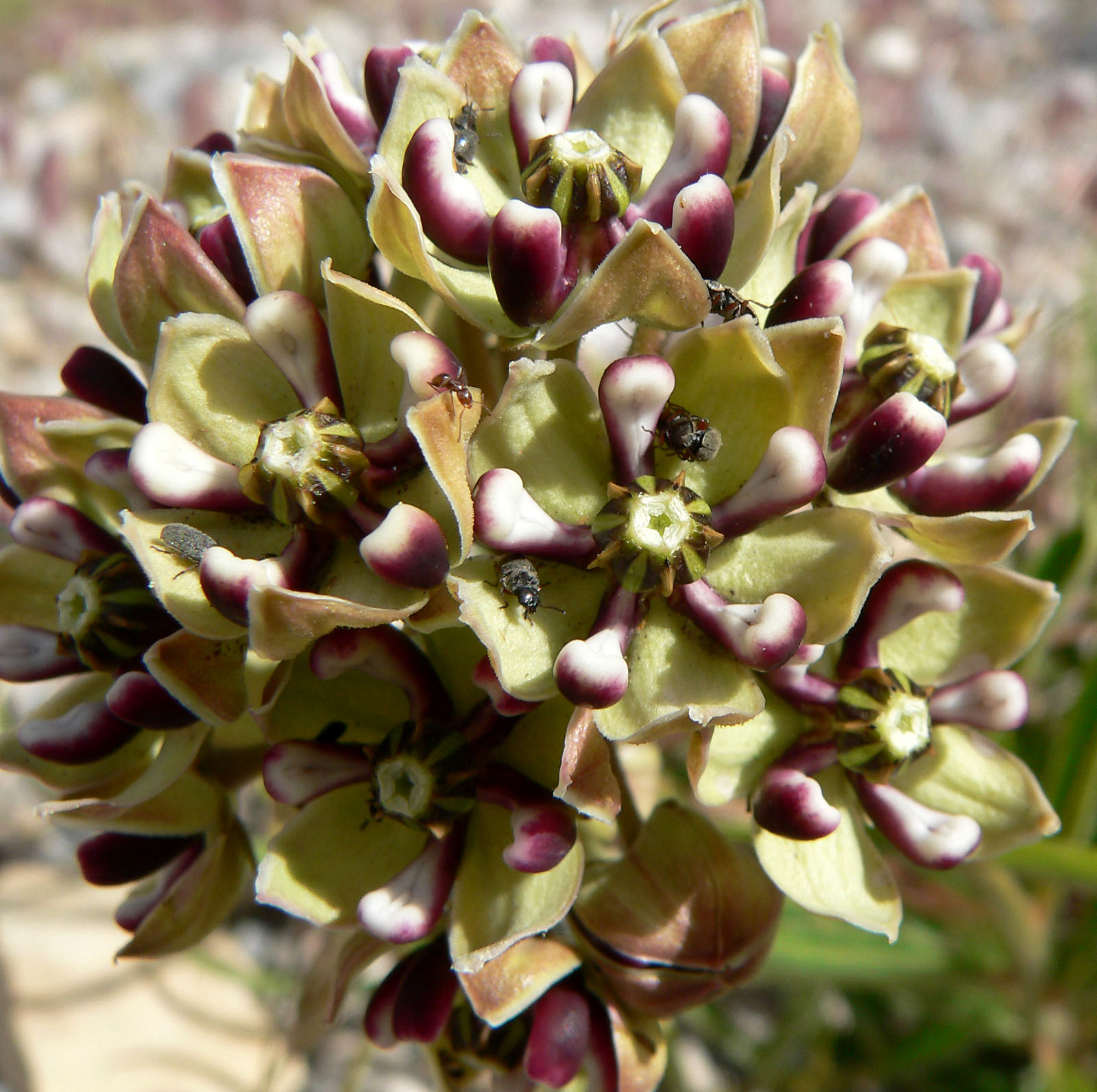
Asclepias asperula

Trojeść (Asclepias L.) – rodzaj roślin z rodziny toinowatych (Apocynaceae). Obejmuje według różnych źródeł od ok. 100–120 do ponad 200 gatunków. Rośliny te występują w Ameryce Północnej i Środkowej, gdzie rosną w lasach, na terenach skalistych i nieużytkach, rzadziej na mokradłach. Niektóre gatunki zostały rozpowszechnione jako uprawne. Trojeść amerykańska A. syriaca należy do gatunków już zadomowionych w Polsce i potencjalnie inwazyjnych. Młode pędy niektórych gatunków są jadalne, w większości jednak mają trujący sok mleczny. Spożywające go larwy motyla Danaus plexippus stają się dzięki temu toksyczne dla ptaków. Niezwilżalne włoski nasienne trojeści amerykańskiej stanowią surowiec zwany jedwabiem roślinnym, używanym do wyrobu pasów ratunkowych, materacy, materiałów izolacyjnych, z włókien z pędów wyrabia się także tkaniny i papier. Gatunek ten i niektóre inne (A. incarnata, A. tuberosa) uprawiane są także jako rośliny ozdobne i miododajne. Trojeść okazała (A. speciosa) wykorzystywana jest w przemyśle kosmetycznym.

## Morfologia
PokrójByliny, czasem z pędami drewniejącymi u podstawy (półkrzewy). Ich pędy są zwykle prosto wzniesione i osiągają do 1,5 m wysokości. Szyja korzeniowa tęga.
LiścieCzęść gatunków jest wiecznie zielona, część okresowo zrzuca liście. Liście pojedyncze, zazwyczaj wąskie, lancetowate lub eliptyczne i ostro zakończone. Wyrastają na pędzie skrętolegle, naprzeciwlegle, rzadko w okółkach. U niektórych gatunków okryte są białymi włoskami.
KwiatyObupłciowe, promieniste, wonne, o skomplikowanej budowie wynikającej z przystosowania do zapylania przez owady. Kielich i korona są pięciokrotne, zrosłodziałkowe u nasady i zrosłopłatkowe, z płatkami odgiętymi. Pręcików jest 5, o równej długości, tworzą one tzw. koronę pręcikową. Pylniki są przyrośnięte do główkowato rozszerzonej, szczytowej części słupka tworząc prętosłup. Pyłek powstaje w pojedynczych komorach poszczególnych pylników zlepiony w pyłkowiny. Pyłkowiny z sąsiednich pylników połączone są za pomocą uczepki, która przyczepia się do ciała owada (czasem w formie zatrzasku). Sterylne komory pylników tworzą tzw. prowadnice. Między prętosłupem i okwiatem znajduje się dodatkowy okółek listków stanowiących wyrostki płatków lub pręcików. Zalążnia jest dwukomorowa, górna, wpół dolna lub dolna. Dwie szyjki słupka zrastają się w części szczytowej. Tu też znajdują się miodniki wydzielające nektar do rożkowatych kieszonek. Kwiat są różnie zabarwione – mogą być białe, żółte, pomarańczowe, różowe, fioletowe lub czerwone.
OwoceWygięte, wydłużone torebki zawierające nasiona formujące się w dwóch rzędach. Nasiona są wiatrosiewne – wyposażone są w aparat lotny.

## Systematyka
Synonimy
Acerates Elliott, Anantherix Nutt., Asclepiodella Small, Asclepiodora A. Gray, Biventraria Small, Oxypteryx Greene, Podostemma Greene, Podostigma Elliott, Schizonotus A. Gray, Solanoa Greene.
Pozycja systematyczna według APweb i GRIN (aktualizowany system APG IV z 2016)
Jeden z rodzajów plemienia Asclepiadeae w podrodzinie Asclepiadoideae w rodzinie toinowatych Apocynaceae. Rodzina ta stanowi jeden z kladów w obrębie rzędu goryczkowców (Gentianales) z grupy astrowych.
Pozycja w systemie Reveala (1993–1999)
Gromada okrytonasienne (Magnoliophyta Cronquist), podgromada Magnoliophytina Frohne & U. Jensen ex Reveal, klasa Rosopsida Batsch, podklasa jasnotowe (Lamiidae Takht. ex Reveal), nadrząd Gentiananae Thorne ex Reveal, rząd toinowce (Apocynales Bromhead), rodzina toinowate (Apocynaceae Juss.), podrodzina Asclepiadoideae Burnett, plemię Asclepiadeae (R. Br.) Duby, podplemię Asclepiadinae Endl. ex Meisn., rodzaj trojeść (Asclepias L.)
Pozycja w systemie Cronquista (1981)
Gromada okrytonasienne (Magnoliophyta), klasa dwuliścienne (Magnoliopsida), podklasa Asteridae, rząd goryczkowce (Gentianales), rodzina trojeściowate (Asclepiadaceae), rodzaj trojeść Asclepias.
Wykaz gatunków
- Asclepias adscendens (Schltr.) Schltr.
- Asclepias affinis (Schltr.) Schltr.
- Asclepias ageratoides M.A.Curtis
- Asclepias albens (E.Mey.) Schltr.
- Asclepias albicans S.Watson
- Asclepias alpestris (K.Schum.) Goyder
- Asclepias amabilis N.E.Br.
- Asclepias ameliae S.Moore
- Asclepias amplexicaulis Sm.
- Asclepias apocynifolia Woodson
- Asclepias arenaria Torr.
- Asclepias asperula (Decne.) Woodson
- Asclepias atroviolacea Woodson
- Asclepias aurea (Schltr.) Schltr.
- Asclepias auriculata Kunth
- Asclepias barjoniifolia E.Fourn.
- Asclepias bartlettiana Woodson
- Asclepias baumii Schltr.
- Asclepias bicuspis N.E.Br.
- Asclepias bifida W.H.Blackw.
- Asclepias boliviensis E.Fourn.
- Asclepias brachystephana Engelm. ex Torr.
- Asclepias bracteolata E.Fourn.
- Asclepias breviantherae Goyder
- Asclepias brevicuspis (E.Mey.) Schltr.
- Asclepias brevipes (Schltr.) Schltr.
- Asclepias buchwaldii (Schltr. & K.Schum.) De Wild.
- Asclepias burchellii Schltr.
- Asclepias californica Greene
- Asclepias candida Vell.
- Asclepias chapalensis Brandegee
- Asclepias cinerea Walter
- Asclepias circinalis (Decne.) Woodson
- Asclepias compressidens (N.E.Br.) Nicholas
- Asclepias concinna (Schltr.) Schltr.
- Asclepias connivens Baldwin ex Elliot
- Asclepias constricta M.E.Jones
- Asclepias contrayerba Sessé & Moc.
- Asclepias conzattii Woodson
- Asclepias cooperi N.E.Br.
- Asclepias cordifolia (Benth.) Jeps.
- Asclepias coulteri A.Gray
- Asclepias crassicoronata Goyder
- Asclepias crassinervis N.E.Br.
- Asclepias crispa P.J.Bergius
- Asclepias crocea Woodson
- Asclepias cryptoceras S.Watson
- Asclepias cucullata (Schltr.) Schltr.
- Asclepias cultriformis Harv. ex Schltr.
- Asclepias curassavica L. – trojeść curacaońska[14], t. krwista[15]
- Asclepias curtissii A.Gray
- Asclepias cutleri Woodson
- Asclepias densiflora N.E.Br.
- Asclepias dependens (K.Schum.) N.E.Br.
- Asclepias dinteri Engl. & Krause
- Asclepias disparilis N.E.Br.
- Asclepias dissona N.E.Br.
- Asclepias edentata Goyder
- Asclepias elegantula Fishbein
- Asclepias eminens (Harv.) Schltr.
- Asclepias emoryi (Greene) Vail ex Small
- Asclepias engelmanniana Woodson
- Asclepias eriocarpa Benth.
- Asclepias erosa Torr.
- Asclepias euphorbiifolia Engelm. ex A.Gray
- Asclepias exaltata L.
- Asclepias exilis M.E.Jones
- Asclepias expansa (E.Mey.) Schltr.
- Asclepias fallax (Schltr.) Schltr.
- Asclepias fascicularis Decne.
- Asclepias feayi Chapm. ex A.Gray
- Asclepias fimbriata Weim.
- Asclepias flanaganii Schltr.
- Asclepias flexuosa (E.Mey.) Schltr.
- Asclepias foliosa (K.Schum.) Hiern
- Asclepias fournieri Woodson
- Asclepias fulva N.E.Br.
- Asclepias galeottii E.Fourn.
- Asclepias gentryi Standl.
- Asclepias gibba (E.Mey.) Schltr.
- Asclepias glaucescens Kunth
- Asclepias gordon-grayae Nicholas
- Asclepias graminifolia (Wild) Goyder
- Asclepias grandirandii Goyder
- Asclepias hallii A.Gray
- Asclepias humilis (E.Mey.) Schltr.
- Asclepias humistrata Walter
- Asclepias hypoleuca (A.Gray) Woodson
- Asclepias inaequalis Goyder
- Asclepias incarnata L. – trojeść krwista
- Asclepias involucrata Engelm. ex Torr.
- Asclepias jamesii Torr.
- Asclepias jorgeana Fishbein & S.P.Lynch
- Asclepias kamerunensis Schltr.
- Asclepias labriformis M.E.Jones
- Asclepias lanceolata Walter
- Asclepias langsdorffii E.Fourn.
- Asclepias lanuginosa Nutt.
- Asclepias latifolia (Torr.) Raf.
- Asclepias lemmonii A.Gray
- Asclepias leptopus I.M.Johnst.
- Asclepias linaria Cav.
- Asclepias linearis Scheele
- Asclepias longifolia Michx.
- Asclepias longipedunculata  Brandegee
- Asclepias longirostra Goyder
- Asclepias longissima (K.Schum.) N.E.Br.
- Asclepias lynchiana Fishbein
- Asclepias macropus (Schltr.) Schltr.
- Asclepias macrotis Torr.
- Asclepias macroura A.Gray
- Asclepias macvaughii Woodson
- Asclepias masonii Woodson
- Asclepias mazatlanensis Sessé & Moc.
- Asclepias meadii Torr. ex A.Gray
- Asclepias melantha Decne.
- Asclepias meliodora (Schltr.) Schltr.
- Asclepias mellodora A.St.-Hil.
- Asclepias meyeriana (Schltr.) Schltr.
- Asclepias michauxii Decne.
- Asclepias minor (S.Moore) Goyder
- Asclepias minutiflora (Goyder) Goyder
- Asclepias mirifica Woodson
- Asclepias monticola N.E.Br.
- Asclepias mtorwiensis Goyder
- Asclepias nana Verd.
- Asclepias navicularis (E.Mey.) Schltr.
- Asclepias neglecta Hemsl.
- Asclepias nivea L.
- Asclepias notha W.D.Stevens
- Asclepias nummularia Torr.
- Asclepias nummularioides W.D.Stevens
- Asclepias nuttii N.E.Br.
- Asclepias nyctaginifolia A.Gray
- Asclepias obovata Elliott
- Asclepias occidentallis Goyder
- Asclepias oenotheroides Schltdl. & Cham.
- Asclepias oreophila Nicholas ex Hilliard & B.L.Burtt
- Asclepias otarioides E.Fourn.
- Asclepias ovalifolia Decne.
- Asclepias ovata M.Martens & Galeotti
- Asclepias palustris (K.Schum.) Schltr.
- Asclepias patens N.E.Br.
- Asclepias pedicellata Walter
- Asclepias pellucida E.Fourn.
- Asclepias peltigera (E.Mey.) Schltr.
- Asclepias perennis Walter
- Asclepias pilgeriana Schltr.
- Asclepias praemorsa Schltr.
- Asclepias pratensis Benth.
- Asclepias pringlei (Greenm.) Woodson
- Asclepias prostrata W.H.Blackw.
- Asclepias pseudoamabilis Goyder
- Asclepias pseudofimbriata (Goyder) Goyder
- Asclepias pseudorubricauli s Woodson
- Asclepias puberula A.Gray
- Asclepias pumila (A.Gray) Vail
- Asclepias purpurascens L. – trojeść purpurowa
- Asclepias pygmaea N.E.Br.
- Asclepias quadrifolia Jacq.
- Asclepias quinquedentata A.Gray
- Asclepias rafaelensis Brandegee
- Asclepias randii S.Moore
- Asclepias rara N.E.Br.
- Asclepias rosea Kunth
- Asclepias rubra L.
- Asclepias rubricaulis Kunth
- Asclepias rusbyi (Vail) Woodson
- Asclepias scaposa Vail
- Asclepias schaffneri A.Gray
- Asclepias scheryi Woodson
- Asclepias schlechteri (K.Schum.) N.E.Br.
- Asclepias schumanniana Hiern
- Asclepias shabaensis (Goyder) Goyder
- Asclepias similis Hemsl.
- Asclepias solanoana Woodson
- Asclepias solstitialis A.Chev.
- Asclepias speciosa Torr. – trojeść okazała, t. nadobna
- Asclepias sperryi Woodson
- Asclepias sphacelata (K.Schum.) N.E.Br.
- Asclepias standleyi Woodson
- Asclepias stathmostelmoide s Goyder
- Asclepias stellifera Schltr.
- Asclepias stenophylla A.Gray
- Asclepias subaphylla Woodson
- Asclepias subulata Decne.
- Asclepias subverticillata (A.Gray) Vail
- Asclepias subviridis S.Moore
- Asclepias suffrutex Standl.
- Asclepias sullivantii Engelm. ex A.Gray
- Asclepias syriaca L. – trojeść amerykańska
- Asclepias tanganyikensis E.A.Bruce
- Asclepias tapalpana M.E.Jones
- Asclepias texana A.Heller
- Asclepias tomentosa Elliott
- Asclepias tuberosa L. – trojeść bulwiasta
- Asclepias ulophylla Schltr.
- Asclepias uncialis Greene
- Asclepias variegata L.
- Asclepias velutina (Schltr.) Schltr.
- Asclepias verdickii (De Wild.) De Wild.
- Asclepias verticillata L. – trojeść okółkowa
- Asclepias vestita Hook. & Arn.
- Asclepias vicaria N.E.Br.
- Asclepias vinosa (E.Fourn.) Woodson
- Asclepias viridiflora Raf.
- Asclepias viridis Walter
- Asclepias viridula Chapm.
- Asclepias virletii E.Fourn.
- Asclepias welshii N.H.Holmgren & P.K.Holmgren
- Asclepias woodii (Schltr.) Schltr.
- Asclepias woodsoniana Standl. & Steyerm.
- Asclepias zanthodacryon (L.B.Sm.) Woodson